# Controlled Atmosphere
Mit Controlled Atmosphere (CA) bezeichnet man die Kontrolle der Luftgase und der Temperatur in einem Transport- oder Lagerraum, um eine Veränderung des Transportgutes zu verhindern oder auch um es gezielt zu verändern (Zweck: Beschleunigung der Reifung). Dafür werden, abhängig vom Produkt, neben der Lagertemperatur, die Volumenanteile von Sauerstoff, Stickstoff und Kohlendioxid in der Luft und auch die Luftfeuchtigkeit reguliert. Ethylen wird teilweise zur Reife-Induktion oder -Beschleunigung hinzugegeben. Bekannt ist der Einsatz von kontrollierter Atmosphäre bei der Verlängerung der Haltbarkeit von Obst, Gemüse und Blumen.

## Geschichte und aktuelle Entwicklung
In der stationären Anwendung ist dieses Verfahren schon seit Jahrzehnten bekannt (siehe hierzu auch CA-Lager). Beispielsweise nutzen es die Apfelbauern im „Alten Land“. Relativ neu ist die Anwendung von CA im mobilen Bereich mittels Kühltrailer und Kühlcontainer.

## Wirkung, ULO
Maßgeblich entscheidend dafür ist ein wesentlich niedrigerer Sauerstoff-Gehalt (unter 5 %) als in der Atemluft (rund 20 %) (“ultra low oxygen”, ULO). Durch den geringen Sauerstoff-Anteil in der Umgebungsluft wird der Stoffwechsel von verderblichen Waren wie Gemüse verlängert bzw. den Reifeprozess von Obst stark verlangsamt. Dieser wird im Zielhafen/Bestimmungsort durch die Erhöhung des Ethylen-Volumenanteil wieder gezielt beschleunigt. Die Kontrolle der Luftfeuchtigkeit im Transportraum sorgt dafür, dass die Früchte dabei nicht austrocknen.

## Anwendung
Kaffee, Nüsse, Trockenobst, Gewürze, Tabak und  Edelhölzer könnten in Containern unter CA transportiert werden, um unterwegs vor Schädlingen geschützt zu sein. Der Transport von Fleisch befindet sich noch im Teststadium.

## Wirtschaftlicher Nutzen
Empfindliche Waren, die zuvor auf dem kostenintensiven Luftweg transportiert werden mussten, können nun per günstigerer Seefracht transportiert werden. Der Einsatz der CA ermöglicht letztendlich auch eine Verlängerung des Zeitraums für den Transport vom Händler bis zur Abgabe an den Endverbraucher.

## Ökologischer Nutzen
Geringerer CO2-Ausstoß bei Seetransport im Vergleich zum Lufttransport. Teilweiser Verzicht auf Nachbehandlung mit Pestiziden und Fungiziden.

## Zukunftsaussichten
Der derzeitige Anstieg des Welttransportvolumens durch die Containerschifffahrt wird auch zum vermehrten Einsatz von Kühlcontainern mit CA-Nutzung führen.